# A2 (Polen)
De A2 of Autostrada 2 is een autosnelweg in Polen, die de belangrijkste west-oostverbinding door het midden van Polen vormt. De weg loopt van Świecko aan de grens met Duitsland tot aan Terespol bij de grens met Wit-Rusland. De A2 volgt bijna het gehele traject de E30. Vlak voor de Wit-Russische grens gaat de E30 over op een andere weg.
De A2 doet onder andere de volgende steden aan:
- Świebodzin
- Poznań
- Września
- Konin
- Łódź
- Warschau
- Mińsk Mazowiecki
- Siedlce
- Biała Podlaska

De totale lengte van de route bedraagt 620 km, daarvan is momenteel (jan. 2025) 560 km daadwerkelijk als autosnelweg uitgevoerd. Dit is inclusief de S2 rond Warschau. De autosnelweg A2 is het gedeelte van de grens met Duitsland tot Warschau, en ten oosten van Warschau naar Siedlce.
Het gedeelte dat over de ringweg van Warschau loopt heet geen A2 maar S2. Dit is feitelijk ook een snelweg. Op een autostrada moeten de afritten echter minimaal 3,5 km uit elkaar liggen en mag men 140 km/u rijden. Op een S-snelweg is 120 km/u het maximum en geldt de minimumafstand voor afritten niet, hetgeen zich beter leent voor stedelijk gebied.

## Toekomst
Momenteel (jan. 2025) zijn er 4 secties ten oosten van Siedlce in aanbouw met een totale lengte van 63,5 km. De verbinding Siedlce - Biała Podlaska wordt eind 2025 of begin 2026 gerealiseerd als verlengstuk van de A2. Vanaf Biała Podlaska tot aan de grensplaats Terespol nabij Wit-Rusland is de bedoeling dat er nog twee secties van de snelweg bijkomen. Een aanbesteding vanaf het dorp Kijowiec naar knooppunt Dobryń bij Terespol is al aangekondigd in december 2024. Deze sectie zal een lengte van 9,3 km hebben. De aanbesteding Biała Podlaska - Kijowiec laat nog op zich wachten. 

## Tol
In het Poolse tolsysteem wordt er onderscheid gemaakt tussen lichte- en zware voertuigen. De A2 kent voor lichte voertuigen (<3500 kg) één tolroute:
- A2   Świecko - Konin

Naast deze sectie zijn er nog twee andere tolsecties in Polen voor lichte voertuigen.
Zware voertuigen (>3500 kg) (denk aan vrachtauto's) moeten op meerdere snelwegen tol betalen. Behalve lichte voertuigen moeten zware voertuigen ook op sommige nationale wegen betalen. Bestuurders van deze categorie voertuigen kunnen voor een tolwegenkaartje terecht op de website: etoll.gov.pl.
Let op: de tarieven zullen ongetwijfeld zijn veranderd. 
De tarieven voor 2013 bedragen:,
- <3500 kg (auto's, busjes en motorfietsen): 1 maal 15 złoty